# ZTV Norge
ZTV Norge var en underhållningskanal i Norge. Kanalen består av film, musik och komediserier. Kanalen kom tillbaka till Norge i januari 2002, efter att den hade fått lagts ner 1996 endast ett år efter att den hade startat. I den 5 september 2007 upphörde återigen kanalen.